# Kimmo Lehtonen

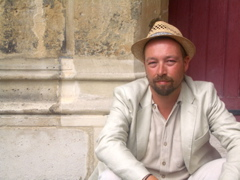
Kimmo Lehtonen.

Kimmo Lehtonen (n, 1967) novelista finés de ciencia ficción. Fue mucho tiempo presidente de la Sociedad de Ciencia Ficción de Helsinki y sigue estando activo en la escena fandom. Tiene el más activo website orientado a la Ciencia Ficción en Finlandia, Babek Nabel.
Su primera novela Timbuktun hetket (1997), ("Momentos Timbuktu") era un cuento sobre un fundamentalista islámico al que arruina un ejecutivo para después arremeter contra una nación árabe.